# Bad Boys for Life
Bad Boys for Life (Bad Boys III) is een Amerikaanse komische actiefilm uit 2020 onder regie van Adil El Arbi en Bilall Fallah. De film is de sequel van Bad Boys II (2003). De hoofdrollen worden vertolkt door Will Smith en Martin Lawrence.

## Verhaal
Samen met AMMO, het eliteteam van de politie van Miami, gaan agenten Mike Lowrey en Marcus Burnett de strijd aan met Armando Armas, een huurmoordenaar die het om mysterieuze redenen op Mike gemunt heeft.

## Rolverdeling
| Acteur            | Personage                                  |
| ----------------- | ------------------------------------------ |
| Will Smith        | Detective Lieutenant Michael "Mike" Lowrey |
| Martin Lawrence   | Inspector Marcus Burnett                   |
| Vanessa Hudgens   | Kelly                                      |
| Alexander Ludwig  | Dorn                                       |
| Charles Melton    | Rafe                                       |
| Paola Núñez       | Rita                                       |
| Jacob Scipio      | Armando Armas                              |
| Kate del Castillo | Isabel Aretas                              |
| Nicky Jam         | Zway-Lo                                    |
| Joe Pantoliano    | Captain Conrad Howard                      |
| Theresa Randle    | Theresa Burnett                            |
| Thomas Brag       | Jeffrey "Cake Boy"                         |
| Massi Furlan      | Lee Taglin                                 |
| DJ Khaled         | Manny the Butcher                          |

## Productie

### Ontwikkeling
In 2008 raakte bekend dat Will Smith graag Bad Boys III wilde maken. Jerry Bruckheimer en Michael Bay, respectievelijk de producent en regisseur van de eerste twee Bad Boys-films, werden door de acteur benaderd met een voorstel voor een nieuwe sequel. De hoge salarissen van Smith en Bay bleken echter een grote hindernis voor het project.
In augustus 2009 werd Peter Craig door Columbia Pictures in dienst genomen om het script te schrijven. Nadien werd het een tijd stil rond het project. In 2010 bevestigde hoofdrolspeler Martin Lawrence dat er nog steeds plannen waren voor een sequel. Vier jaar later onthulde producent Jerry Bruckheimer dat scenarioschrijver David Guggenheim in dienst was genomen om een verhaal voor de film te bedenken en dat Michael Bay nog steeds overwogen werd als regisseur. Enkele maanden later verklaarde Lawrence in het praatprogramma Conan dat er een script was en dat er reeds enkele rollen gecast waren.
In juni 2015 raakte bekend dat Joe Carnahan in dienst was genomen om aan het script te werken en de film mogelijk ook te regisseren. Twee maanden later kondigde Sony Pictures aan dat de film in februari 2017 zou uitgebracht worden en dat er ook plannen waren om een tweede sequel, getiteld Bad Boys IV, uit te brengen in juli 2019. De releasedatum van Bad Boys III werd nadien door de studio meermaals uitgesteld. In augustus 2016 werd de titel van de film veranderd in Bad Boys for Life. In de loop van 2017 viel het filmproject opnieuw stil. Carnahan stapte in maart 2017 op en vijf maanden later werd de aangekondigde releasedatum door Sony geschrapt.
Vervolgens ging Sony op zoek naar een nieuwe regisseur. In 2017 onthulden Adil El Arbi en Bilall Fallah in de Belgische media dat ze door de studio overwogen werden om Bad Boys for Life te regisseren. Een jaar eerder waren de twee door Bruckheimer en Paramount Pictures ook al benaderd om een Beverly Hills Cop-sequel te maken. Eind januari 2018 werd door de Amerikaanse filmpers bevestigd dat de sequel door het duo El Arbi en Fallah zou geregisseerd worden en dat Will Smith en Martin Lawrence zouden terugkeren als hoofdrolspelers. Beginnend scenarioschrijver Chris Bremner schreef de laatste versie van het script. In oktober 2018 gaf Sony het project groen licht.

### Casting
Will Smith en Martin Lawrence besloten voor de sequel terug te keren als drugsagenten Mike Lowrey en Marcus Burnett. In december 2018 raakte bekend dat Joe Pantoliano zou terugkeren als commissaris Howard, de overste van de twee protagonisten. Diezelfde maand werd de cast uitgebreid met nieuwkomers Alexander Ludwig, Vanessa Hudgens, Charles Melton, Paolo Nuñez en Jacob Scipio. In februari 2018 raakte ook de casting van Kate del Castillo bekend. Een maand later werd bericht dat Theresa Randle zou terugkeren als de echtgenote van Marcus Burnett.

### Opnames
De opnames gingen op 14 januari 2019 van start in Atlanta (Georgia) en eindigden op 7 juni 2019 in Miami Beach (Florida). Midden februari 2019 werden er 's nachts in de straten van Atlanta een grote explosie en helikopterstunt gefilmd.
Het camerawerk werd geleid door director of photography Robrecht Heyvaert, die eerder al met El Arbi en Fallah had samengewerkt aan onder meer de films Black (2015) en Patser (2018).

## Release en ontvangst
Bad Boys for Life ging op 7 januari 2020 in Berlijn in wereldpremière. Een week later volgde in Los Angeles de Amerikaanse première. De film ging op 17 januari 2020 in première in de Verenigde Staten en bracht in zijn openingsweekend in totaal 106,7 miljoen US$ op (68,1 miljoen US$ in de VS en 38,6 miljoen US$ internationaal). Bad Boys for Life kreeg overwegend positieve kritieken van de filmcritici met een score van 77% op Rotten Tomatoes, gebaseerd op 244 beoordelingen. In België en Nederland werd de film op respectievelijk 22 en 23 januari 2020 in de bioscoop uitgebracht.
Bad Boys for Life was met 426,5 miljoen dollar de meest succesvolle Hollywoodfilm van het jaar 2020. Wereldwijd bracht alleen de Chinese film The Eight Hundred meer op. Weliswaar werden vele andere films uitgesteld wegens de coronacrisis.

## Soundtrack
De soundtrack van Bad Boys for Life werd geproduceerd door DJ Khaled, die ook een cameo heeft in de film. Het nummer "RITMO (Bad Boys for Life)" van  The Black Eyed Peas en J Balvin werd op 11 oktober 2019 uitgebracht als de eerste single van het album.
1. "Uptown II" – Meek Mill (feat. Farruko)
2. "Money Fight" – City Girls
3. "RITMO (Bad Boys for Life)" – The Black Eyed Peas & J Balvin
4. "Future Bright" – Rick Ross (feat. Bryson Tiller)
5. "Bad Moves" – DJ Durel (feat. Quavo & Rich The Kid)
6. "Muévelo" – Nicky Jam & Daddy Yankee
7. "Damn I Love Miami" – Pitbull & Lil Jon
8. "The Hottest" – Jaden Smith
9. "Murda She Wrote" – Buju Banton
10. "RITMO (Bad Boys for Life) (remix)" – The Black Eyed Peas, J Balvin & Jaden Smith

## Spin-off
In 2019 produceerde Bruckheimer in samenwerking met Sony Pictures Television ook een spin-off van Bad Boys voor de Amerikaanse tv-zender Spectrum. De serie, getiteld L.A.'s Finest, speelt zich af in Los Angeles en volgt Marcus Burnetts zus Sydney, een personage dat voor het eerst in Bad Boys II geïntroduceerd werd en net als in die film vertolkt wordt door Gabrielle Union.